# Cieszeniewo
Cieszeniewo (dawniej: niem. Ziezeneff) – wieś w Polsce położona w województwie zachodniopomorskim, w powiecie świdwińskim, w gminie Świdwin.
Miejscowość jest siedzibą sołectwa "Cieszeniewo" w którego skład wchodzi również osada Kluczkówko.

## Historia miejscowości
21 lipca 1754 roku w Cieszeniewie urodził się pruski generał Ernst Friedrich von Rüchel. Zmarł 14 stycznia 1823 roku w swoim majątku w Białogardzie. Był jednym z dowódców w bitwie pod Jeną. W roku 1865 miejscowość liczyła 465 mieszkańców w 50 budynkach, a w 1939 roku 404 mieszkańców.
W latach 1975–1998 miejscowość administracyjnie należała do województwa koszalińskiego.

## Transport
Głównymi przewoźnikami są dwie firmy: PKS Gryfice, oraz Witkowski Travel (busy). Około 0,5 km od miejscowości budowana jest ścieżka rowerowa, która prowadzi do największego miasta w powiecie - Świdwina. 
Wieś leży przy trasie zawieszonej linii kolejowej Barwice-Połczyn-Zdrój-Świdwin (stacja kolejowa PKP "Cieszeniewo"), z przystankiem kolejowym Cieszeniewo.
Około 8 km od miejscowości znajduje się 21 Baza Lotnictwa Taktycznego.

## Położenie geograficzne
Cieszeniewo sąsiaduje z Bierzwnicą, Borkowem i Sławą. Najbliższym miastem jest Świdwin oddalony o 12 km.

## Różnego rodzaje imprezy w miejscowości
Co roku odbywa się festyn. Różnego rodzaje dyskoteki odbywają się w „klubie”, jest to centrum rozrywki wsi, organizowane są zawody np. tenisa, znajduje się tam też kawiarenka internetowa. Odbywają się tam zebrania, w których podejmowane są decyzje w sprawie tej miejscowości.

## Szkoła podstawowa
Szkoła została zamknięta około 2003 roku, z powodu małej liczby dzieci.

## Kościół Parafialny

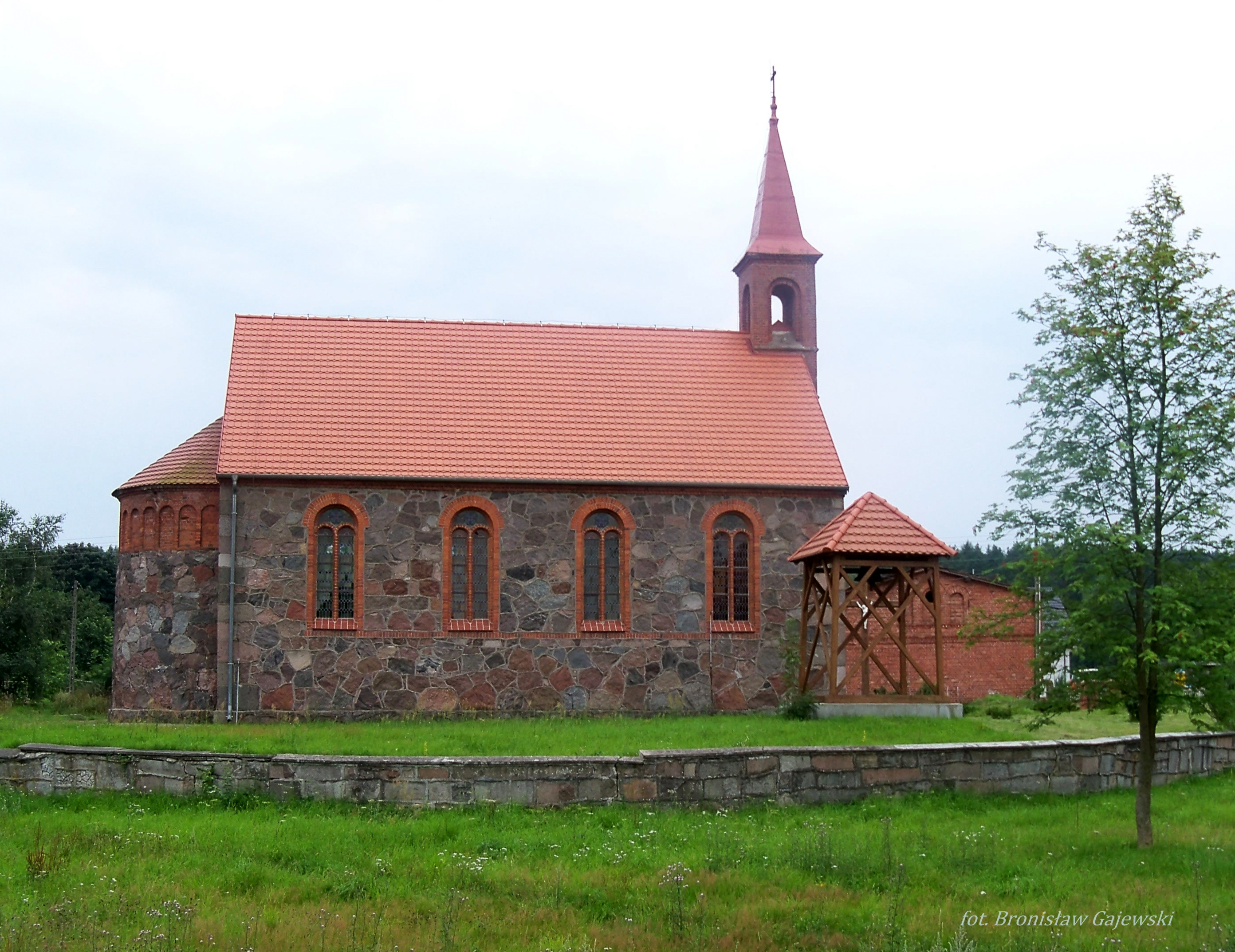
Kościół parafialny w Cieszeniewie.

Kościół pw. Najświętszego Serca Pana Jezusa pochodzi z około roku 1845-1847. Obok budowli znajduje się dzwonnica. Parafia liczy cztery kościoły, jeden parafialny, pozostałe trzy (w Bierzwnicy, Kluczkowie, Sławie) to kościoły filialne. Świątynia w Cieszeniewie w latach 2006-2008, zostały przeprowadzane gruntowne remonty.